# رالف مک‌کیتریک
رالف مک‌کیتریک (انگلیسی: Ralph McKittrick; ۱۷ اوت ۱۸۷۷ – ۴ مهٔ ۱۹۲۳) تنیس‌باز، و گلف‌باز اهل ایالات متحده آمریکا بود.